# Prelez Gap
Das Prelez Gap (englisch; bulgarisch седловина Прелез sedlowina Preles) ist ein flacher, vereister und über 700 m hoher Bergsattel auf der Trinity-Halbinsel im Norden des Grahamlands auf der Antarktischen Halbinsel. Er verbindet den Marescot Ridge im Nordwesten mit dem Louis-Philippe-Plateau im Südosten. Der obere Abschnitt des Malorad-Gletschers liegt westlich von ihm.
Deutsche und britische Wissenschaftler kartierten ihn 1996 gemeinsam. Die bulgarische Kommission für Antarktische Geographische Namen benannte ihn 2010 nach der Ortschaft Preles im Nordosten Bulgariens.